# Movimiento cultural
Un movimiento cultural es un cambio en la manera en que toda una serie de disciplinas diferentes enfocan su obra. Estos cambios tienen influencia en campos artísticos, las ciencias y la filosofía. Históricamente, diferentes naciones o regiones del mundo han pasado por su propia e independiente secuencia de movimientos en la cultura, pero conforme las comunicaciones mundiales han acelerado, esta distinción geográfica se ha convertido en algo menos distintivo. Cuando los movimientos mundiales van, a través de revoluciones, de uno al siguiente, los géneros tienden a ser atacados y mezclados, y a menudo surgen géneros nuevos y se desvanecen los antiguos. Estos cambios a menudo son reacciones contra la forma cultural previa, que últimamente se ha vuelto repetitiva y monótona. Surge una oposición en la corriente principal con el nuevo movimiento, y el antiguo se abandona - a veces desaparece por completo, pero a menudo traquetea junto a los favorecidos por las nuevas disciplinas y ocasionalmente hace reapariciones (a veces con el prefijo «neo»-). Este ha hecho grandes cambios en la Historia de la Humanidad y ha mejorado pero a la vez empeorado algunos aspectos de la vida humana.
Hay una controversia sobre la definición precisa de cada uno de estos períodos, y un historiador puede agruparlos de una manera o elegir nombres diferentes o descripciones. Igualmente, incluso en muchas ocasiones el cambio popular de uno al siguiente puede ser rápido y repentino, el principio y el final de los movimientos son algo subjetivo, pues no surgen salidos de la nada y no acaban abruptamente y pierden el apoyo total, como sugeriría un registro de fechas. Así usar el término «período» es algo engañoso. «Período» también sugiere un desarrollo lineal, mientras que no ha sido infrecuente que dos o más enfoques culturales distintivos estuvieran vigentes al mismo tiempo. Los historiadores serán capaces de encontrar trazos distintivos de un movimiento cultural antes de la fecha que se considera de su comienzo, y siempre habrá nuevas creaciones en viejas formas. De manera que puede ser más útil pensar en términos de «movimientos» amplios que tienen comienzos y finales aproximados. Aun así, desde una perspectiva histórica, algunas series de fechas deben proporcionarse por cada uno de ellos para indicar el momento «cumbre» o periodo de vigencia aceptado del movimiento.[cita requerida]

## Movimientos culturales
- Grecorromano
  - La cultura griega destacó respecto al resto de culturas mediaterráneas y orientales precedentes y que coexistieron con ella. Los romanos adoptaron el griego y otros estilos, y divulgaron el resultado por toda Europa y Oriente Próximo. Juntos, el pensamiento grecorromano en filosofía, religión, ciencias, historia y todas las formas de pensamiento pueden verse como un apuntalamiento central de la Cultura occidental, y es por lo tanto llamado «Período clásico» por algunos. Otros podrían dividirlo en el período Helenístico y Romano, o podría elegirse otras divisiones más ajustadas.

Véase: Arquitectura clásica — Arquitectura en la Antigua Grecia — Jónico — Dórico — Corintio — Estoicismo — Cinismo — Epicureísmo — Arquitectura romana — Paleocristianismo — Neoplatonismo
- Románico (Siglos XI y XII)
  - Un estilo, en especial arquitectónico, parecido en cuanto a la forma y los materiales a los estilos romanos. El románico parece ser el primer estilo paneuropeo desde la Arquitectura Imperial romana y se encuentran ejemplos en todas partes del continente.

Véase: Arquitectura románica — Arte otoniano
- Gótico (mediados del siglo XII hasta mediados del siglo XV)
  - Este arte gótico se originó en el Norte de Francia, extendiéndose gracias a la orden del Císter. Los edificios se hacen más esbeltos, inundados de luz.

Véase: Arquitectura gótica — Canto gregoriano — Neoplatonismo
- Nominalismo
  - Rechaza el realismo platónico como un requisito para el pensamiento y hablando en términos generales.
- Humanismo (siglo XVI)
  - Los predecesores del Renacimiento italiano o Humanismo, fueron Dante, Petrarca y Boccaccio. Se pretendió el resurgimiento de la Antigüedad clásica grecorromana, en cuyos grandes maestros pretendían inspirarse. Se sustituyó el ideal cristiano por el espíritu laico.
- Renacimiento
  - El uso de la luz, la sombra, y la perspectiva para representar con mayor realismo la vida. Debido a cuán intensamente estas ideas alteraron la vida, algunos se han referido a ella como la «Edad de Oro». En realidad, era menos una «era» y más un movimiento en filosofía popular, ciencia y pensamiento que se divulgaron por toda Europa (y probablemente otros lugares del mundo), a lo largo del tiempo, y afectaron a diversos aspectos de la cultura en distintos momentos. De manera muy aproximada, los siguientes períodos pueden tomarse como una indicación de lugar/tiempo del Renacimiento: Renacimiento italiano 1450–1550. Renacimiento español 1550-1587. «Renacimiento inglés» 1588–1629.
- Manierismo
  - Movimiento anticlasicista que buscaba enfatizar el sentimiento del propio artista.
  - Véase: Manierismo - Arquitectura manierista — Pintura manierista
- Barroco
  - Enfatiza el poder y la autoridad, caracterizándose por un intrincado detalle y sin la «perturbadora angustia» del manierismo. Esencialmente es un clasicismo exagerado para promocionar y glorificar la Iglesia y el Estado. Ocupada por nociones de infinitud.
  - Véase: Arte barroco — Música barroca
- Rococó
  - El estilo rococó en las artes, también llamado estilo Luis XV, se difundió especialmente en Francia. Deriva del barroco italiano y se caracteriza por la fantasía decorativa.
- Neoclásico (Siglos XVII-XIX)
  - Movimiento severo, poco emotivo, que recuerda a los estilos romano y griego («clásico»), reaccionando contra el sobrecargado estilo rococó y el estilo barroco emocional. Estimuló el renacimiento del pensamiento clásico, y tuvo especialmente efectos profundos en la ciencia y la política. También tuvo una influencia directa en el arte académico en el siglo XIX. A partir del pensamiento cartesiano de los años 1600, este movimiento proporcionó marcos filosóficos para las ciencias naturales, buscaron determinar los principios del conocimiento al rechazar todas las cosas que previamente se creían sobre el mundo. En el clasicismo renacentista se hicieron intentos de recrear las formas artísticas — tragedia, comedia y farsa.
  - Véase también: Clasicismo de Wilmar
- Ilustración (1688-1789): la razón (racionalismo) se veía como el ideal.
- Romanticismo (1770–1830)
  - Comenzó en Alemania y se divulgó por Inglaterra y Francia como una reacción en contra del Neoclasicismo y la Edad de la Ilustración. La noción del «genio del pueblo», o una capacidad innata e intuitiva para hacer cosas magníficas, es el núcleo principal del movimiento romántico. La nostalgia por el pasado primitivo en preferencia al presente preocupado por lo científico. Los héroes románticos, ejemplificados por Napoleón, son populares. La fascinación con el pasado lleva a una resurrección de interés en el período gótico. Realmente no reemplazó al movimiento neoclásico sino que más bien le proporcionó un contrapeso; muchos artistas buscaron unir ambos estilos en sus obras.
  - Véase: Simbolismo
- Realismo (1830–1905)
  - Impulsado por la Revolución industrial y el creciente Nacionalismo en el mundo. Comenzó en Francia. Intentos de representar el discurso y las peculiaridades de la gente corriente en la vida cotidiana. Tiende a centrarse en los problemas sociales y domésticos de la clase media. Las obras de Ibsen son un ejemplo. El Naturalismo evolucionó desde el Realismo, siguiéndolo brevemente en arte y más persistentemente en el teatro, el cine y la literatura. El Impresionismo, basado en el conocimiento «científico» y los descubrimientos concernientes a observar la naturaleza y la realidad objetivamente.
  - Véase: Postimpresionismo — Neoimpresionismo — Puntillismo — Hermandad Prerrafaelita
  - Arte Nouveau (1880–1905):
  - Arte simbólico y decorativo
  - Véase: Trascendentalismo
  - Arte moderno (1880–1965):
  - También conocido como movimientos de vanguardia. Se originó en el siglo XIX con el Simbolismo, el movimiento moderno quedó compuesto de una amplia gama de «ismos» que contrastaban con el Realismo y que buscaban subrayar los fundamentos de arte y la filosofía. La era del jazz y Hollywood surgen y tienen sus mejores momentos.
  - Véase: Fovismo — Cubismo — Futurismo — Suprematismo — Dada — Constructivismo — Surrealismo — Expresionismo — Existencialismo — Op Art — Art Deco — Bauhaus — Neoplasticismo — Precisionismo — Expresionismo abstracto — Nuevo realismo — Fluxus — Pintura de borde duro — Pop Art — Fotorrealismo — Minimalismo — Abstracción lírica — Situacionismo
- Postmodernismo (desde h.1965)
  - Una reacción al arte moderno, en un sentido, el postmodernismo ampliamente descarta la noción de que los artistas deben buscar los puros fundamentos, a menudo cuestionándose si semejantes fundamentos existen siquiera - o sugestión de que si existen, podían ser irrelevantes. Se ejemplifican por movimientos como el deconstructivismo, arte conceptual, etc.
  - Véase: Filosofía postmoderna — — Arte postmoderno
- Pospostmodernismo (desde h.1990)
  - La fe, la confianza, el diálogo, el rendimiento y la sinceridad puede trabajar para trascender la ironía postmoderna.